# Catedral de Llandaff
Catedral de Llandaff (en galés: Eglwys Gadeiriol Llandaf) es una catedral e iglesia parroquial anglicana en Llandaff, Cardiff, Gales. Es la sede del obispo de Llandaff, cabeza de la Iglesia en Gales, Diócesis de Llandaff. Está dedicada a San Pedro y San Pablo, y a tres santos galeses : Dubricius (en galés: Dyfrig), Teilo y Oudoceus (en galés: Euddogwy). Es una de las dos catedrales de Cardiff, la otra es la Catedral  católica metropolitana de Cardiff en el centro de la ciudad.
El edificio actual fue construido en el siglo XII en el sitio de una iglesia anterior. La iglesia sufrió graves daños en 1400, durante la rebelión de Owain Glyndŵr, durante la Guerra Civil Inglesa cuando fue invadida por las tropas parlamentarias y durante la Gran Tormenta de 1703. Para 1717, el daño a la catedral era tan extenso que la iglesia consideró seriamente la remoción de la sede. Después de más tormentas a principios de la década de 1720, comenzó la construcción de una nueva catedral en 1734, diseñada por John Wood, el Viejo. Durante el Cardiff Blitz de la Segunda Guerra Mundial en enero de 1941, la catedral sufrió graves daños cuando se lanzó una mina con paracaídas; volar el techo de la nave, el pasillo sur y la sala capitular. La mampostería que queda del período medieval es principalmente piedra Dundry de Somerset, aunque la lia azul local constituye la mayor parte de la mampostería realizada en el período posterior a la Reforma. El trabajo hecho en la iglesia desde la Segunda Guerra Mundial es principalmente hormigón y piedra arenisca Pennant, y los techos, de pizarra galesa y plomo, se agregaron durante la reconstrucción de la posguerra. En febrero de 2007, el órgano resultó dañado durante un fuerte rayo, después de lo cual hubo una apelación exitosa por £ 1.5 millones para un órgano completamente nuevo.
La Escuela de la Catedral de Llandaff, la única institución de la Iglesia de Gales que cuenta con una escuela coral, acogió durante muchos años el tradicional coro anglicano de niños y hombres, así como un coro de niñas más recientemente. En la catedral están enterrados varios personajes notables, como Teilo, clérigo galés, fundador de la Iglesia y santo que vivió en el siglo VI, Meurig ap Tewdrig, rey de Gwent, y Dubricius, santo británico del siglo VI que evangelizó Ergyng (actual Archenfield) y gran parte del sureste de Gales. La catedral también alberga las tumbas de numerosos obispos de Llandaff, desde el del siglo VII Oudoce.

## Historia

### Orígenes legendarios

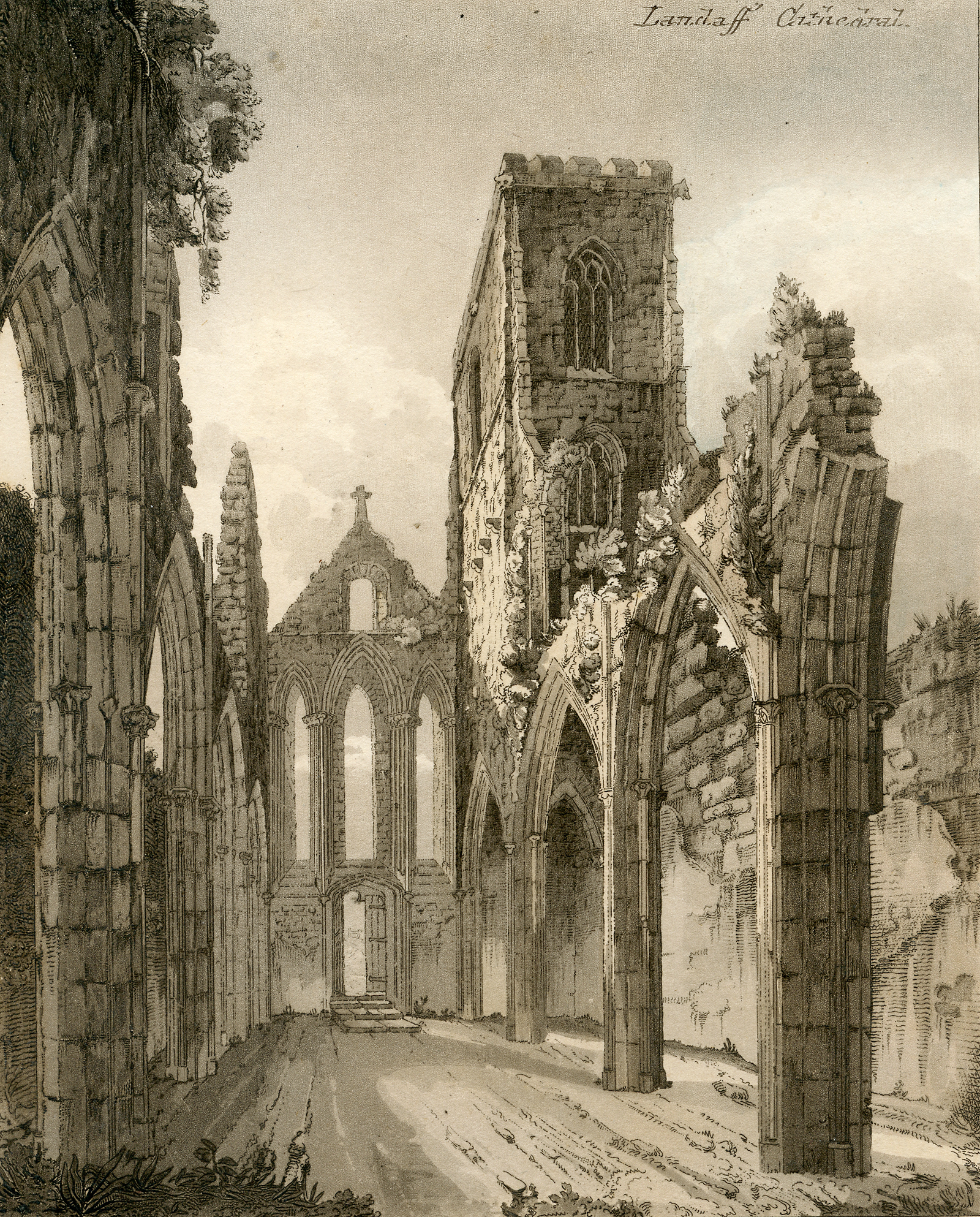
La nave de la catedral en ruinas de Llandaff

Existe un consenso común de que la catedral normanda se construyó en el sitio de una antigua iglesia celta, pero hay poco consenso sobre la edad, la importancia o el tamaño de la iglesia original.

#### Lucio de Gran Bretaña
La tradición galesa asocia la fundación de la iglesia con Lucius, el legendario rey de los británicos del siglo II y el primer cristiano convertido en Gran Bretaña. Se cree que Lucius suplicó al Papa (Eleutherius) que lo convirtiera al cristianismo. La respuesta del Papa fue enviar una misión cristiana a Gran Bretaña, que incluiría la construcción de la primera iglesia de Gran Bretaña. Las tríadas galesas relacionan esta tradición con Llandaff, afirmando que Lucius "hizo la primera iglesia en Llandaf, que fue la primera en la isla de Gran Bretaña" otra tríada enumera "los tres arzobispados de la Isla de Gran Bretaña" y afirma que "el primero fue Llandaf, del regalo de Lleirwg (Lucius), el hijo de Coel, el hijo de Cyllin, quien primero dio tierras y privilegios civiles a como los primeros que abrazaron la fe en Cristo". Aunque la leyenda de Lucius ahora se considera una pseudohistoria, fue contada por Nennius, Beda y Geoffrey de Monmouth, y parece haber sido ampliamente aceptada en el período medieval.
Cuatro nombres están asociados con la tarea de ejecutar los deseos del Papa, estos incluyen los primeros santos galeses Fagan, Deruvian y Elvan. Fagan a veces se nombra como "el primer obispo de Llandaff", mientras que los tres se convirtieron en patrocinadores de iglesias y pueblos en toda la diócesis. Iolo Morgannwg también vinculó estas primeras figuras con Llandaff, escribiendo extensamente sobre esta supuesta fundación temprana. En los Manuscritos de Iolo, acredita a Fagan como el segundo obispo de Llandaff (sucediendo a Dyfan, una figura que Iolo combina con Deruvian).

#### San Dubricio
Tanto Geoffrey de Monmouth como Iolo Morganwg afirmarían que San Dyfrig (Dubricius) y su sucesor San Teilo fueron los responsables del restablecimiento de la comunidad cristiana original en Llandaff en sus escritos sobre Lucio de Britania. Las leyendas más famosas sobre ellos relacionan a ambos santos con el rey Arturo y afirman que San Dyfrig fue nombrado arzobispo por San Germán de Auxerre mientras viajaba por Britania para combatir la herejía pelagiana.
Los normandos consideraban a Dyfrig y Teilo como los fundadores de la catedral y ellos, junto con su sucesor Oudoceus, son los santos patronos de la catedral moderna. La continuación de una iglesia posromana está respaldada por la gran cantidad de restos antiguos en el sitio (sobre todo una antigua cruz celta en el pozo de la corte del obispo) y escritos tanto seculares como eclesiásticos.

### Catedral normanda
Los normandos ocuparon Glamorgan a principios de la conquista normanda, nombrando a Urbano su primer obispo en 1107.Comenzó la construcción de la catedral en 1120 y transfirió los restos de Saint Dyfrig desde Bardsey. Después de la muerte de Urbano, se cree que el trabajo se completó en los últimos años del obispo Nicolás ap Gwrgant, quien murió en 1183. La catedral fue dedicada a los santos Pedro y Paul, Dubricius, Teilo y Oudoceus.
El obispo Henry de Abergavenny organizó el capítulo de la catedral de Llandaff alrededor de 1214. Nombró catorce prebendas, ocho sacerdotes, cuatro diáconos y dos subdiáconos. De Abergavenny también realizó cambios en el sello episcopal de Llandaff, dando más detalles a la figura del obispo representada en él y agregando la frase "por la gracia de Dios" a su inscripción. El frente oeste data de 1220 y contiene una estatua de San Teilo. Hacia 1266, la estructura que comenzó Urbano había sido alterada; la catedral fue dedicada nuevamente en 1266.
La Capilla de la Virgen fue construida por William de Braose, obispo de 1266 a 1287. Fue construida en la parte trasera de la iglesia construida por Urbano y el área del antiguo coro fue removida para construir la capilla. A partir de ese momento, parecía como si la catedral estuviera en constante estado de reparación o alteraciones a un ritmo lento. Después de que se completó Lady Chapel, se reconstruyeron las dos bahías del pasillo norte del coro.
La iglesia sufrió graves daños en 1400 durante la rebelión de Owain Glyndŵr; sus fuerzas también destruyeron el Palacio Episcopal en Llandaff. El daño fue lo suficientemente extenso como para que el obispo Blethyn notificara a sus compañeros clérigos en 1575 que creía que la catedral posiblemente estaba dañada sin posibilidad de reparación. La mayor parte de los otros daños fueron reparados, sobre todo por el obispo Marshall, cuyo retablo sobrevive en parte. La torre noroeste, la que no tiene chapitel, fue añadida por Jasper Tudor y ahora lleva su nombre. Asumió el señorío de Cardiff después de la ascensión al trono de su sobrino, el rey Enrique VII de Inglaterra. 
Las tumbas medievales tardías incluyen la de Sir David Mathew de Llandaff (1400-1484). Sir David ap Mathew fue nombrado "Gran Portaestandarte de Inglaterra ", por el rey Eduardo IV, por salvarle la vida en la Batalla de Towton de 1461 como parte de la Guerra de las Rosas.

### Período posmedieval a victoriano

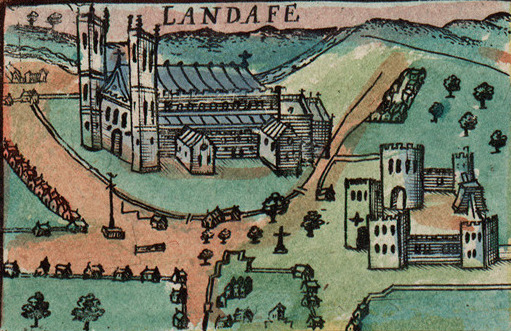
Una representación de la catedral del mapa de Gales de 1610 de Speed

Durante la Guerra Civil Inglesa, la catedral fue invadida por tropas parlamentarias. Junto con otras destrucciones, las tropas se apoderaron de los libros de la biblioteca de la catedral, llevándolos al Castillo de Cardiff, donde fueron quemados junto con muchas copias del Libro de Oración Común. Entre los invitados al castillo para calentarse junto al fuego en ese frío día de invierno, estaban las esposas de algunos clérigos secuestrados. También durante este tiempo de disturbios, un hombre llamado Milles, que afirmaba ser un puritano practicante, se apropió de partes de la catedral para su propio beneficio. Milles instaló una taberna en la catedral, usó parte de ella como establo, convirtió el área del coro en un corral para sus terneros y usó la fuente como abrevadero para sus cerdos.
La torre suroeste sufrió daños importantes en la Gran Tormenta de 1703 y en 1720 estaba colapsada. El daño a la catedral fue tan extenso que la iglesia consideró seriamente el traslado de la sede a Cardiff en 1717. Entre 1720 y 1723 una serie de tormentas procedieron a dañar la catedral además, derribando secciones del techo, así como otra destrucción. El colapso de 1723 obligó a que los servicios de adoración se limitaran a Lady Chapel y cerró por completo la entrada occidental de la catedral.
Treinta años después de que el techo de la catedral se derrumbara, el cabildo le pidió a un arquitecto, John Wood, el Viejo, que preparara estimaciones y planes para restaurar la catedral. En 1734 se comenzó a trabajar en una nueva catedral, diseñada por Wood. Wood produjo un edificio de estilo de templo italiano, trabajando solo en la parte este del edificio, dejando la mitad occidental restante en ruinas. Lo que Wood estaba tratando de construir en Llandaff no era italiano, sino una recreación del Templo de Salomón. Pasaron otros dieciséis años antes de que el capítulo solicitara fondos para reparar la mitad occidental del edificio. Los planes de Wood eran reemplazar la entrada occidental de la catedral con una torre y un pórtico rústico. No se hicieron cambios en la entrada occidental hasta que Wyatt y Prichard comenzaron su trabajo en 1841, cuando se reparó el daño a la parte occidental de la estructura y se eliminaron de la catedral todos los rastros del trabajo del templo italiano realizado por Wood.
Durante el siglo XIX el obispo comenzó a residir en Llandaff por primera vez en siglos; ningún obispo de la sede residió en Llandaff durante casi 300 años. En 1836 hubo otro intento fallido de transferir la sede, esta vez a Bristol. Tras el intento de trasladar la sede, el cargo de decano fue restituido a Llandaff; el puesto no había sido ocupado en 700 años. El cargo de decano se separó del de archidiácono de Llandaff en noviembre de 1843. La restauración del cargo de decano fue el comienzo de tiempos mejores para la catedral. El nuevo decano, William Bruce Knight, jugó un papel decisivo en la realización de las tan necesarias restauraciones.
Se había completado suficiente restauración para permitir que la catedral se reabriera para el culto el 16 de abril de 1857. La sede de Gloucester prestó el coro de su catedral para este servicio, lo que hizo posible escuchar música coral en la Catedral de Llandaff por primera vez desde 1691. La restauración realizada hasta este punto fue para eliminar todo rastro del templo italiano y para reparar los daños causados por el intento de transformación de la catedral por parte de Wood. Los arcos con bellas molduras fueron tapados por muros, las Sedilia fueron removidas de sus posiciones originales y los retablos fueron revestidos con yeso o tapados con muros.
Se llevó a cabo una reunión después del servicio y se anunció un plan de restauración detallado en la reunión junto con una lista de aquellos que deseaban donar para el trabajo. El Príncipe de Gales (más tarde Eduardo VII ) y John Crichton-Stuart, tercer marqués de Bute se encontraban entre los que prometieron donaciones suficientes para permitir que el trabajo de restauración continuara de inmediato. La catedral se restauró ampliamente, se reconstruyó la torre y se añadió una aguja. Gran parte del trabajo de restauración fue completado por el arquitecto local John Prichard entre 1843 y 1869. Un tríptico de Dante Gabriel Rossetti fue diseñado para su uso como retablo, y una nueva vidriera, Shipwreck of St Paul, fue diseñada por Ford Madox Brown. Sir Edward Burne-Jones diseñó los paneles de porcelana Six Days of Creation en la Capilla de St Dyfrig.
Desde 1691 hasta alrededor de 1860 no hubo coro en la catedral. Tampoco hubo ningún órgano durante algún tiempo. El relato de Browne Willis de 1719 describe las ruinas de un órgano donado a la catedral por Lady Kemysh de Cefn Mably que se encuentra en el desván del órgano en ese momento.   En 1860, Alfred Ollivant, entonces obispo de Landaff, publicó un libro, Some Account of the Condition of the Fabric of Llandaff Cathedral, from 1575 to the present time, destinado a recaudar fondos para restaurar la catedral. coro y comprar un órgano nuevo. Desde el siglo IX existe una escuela catedralicia de algún tipo. Dean Vaughan reorganizó la escuela en 1888. Desde 1978, la escuela de la catedral ha aceptado alumnas.

### SiglosXXyXXI

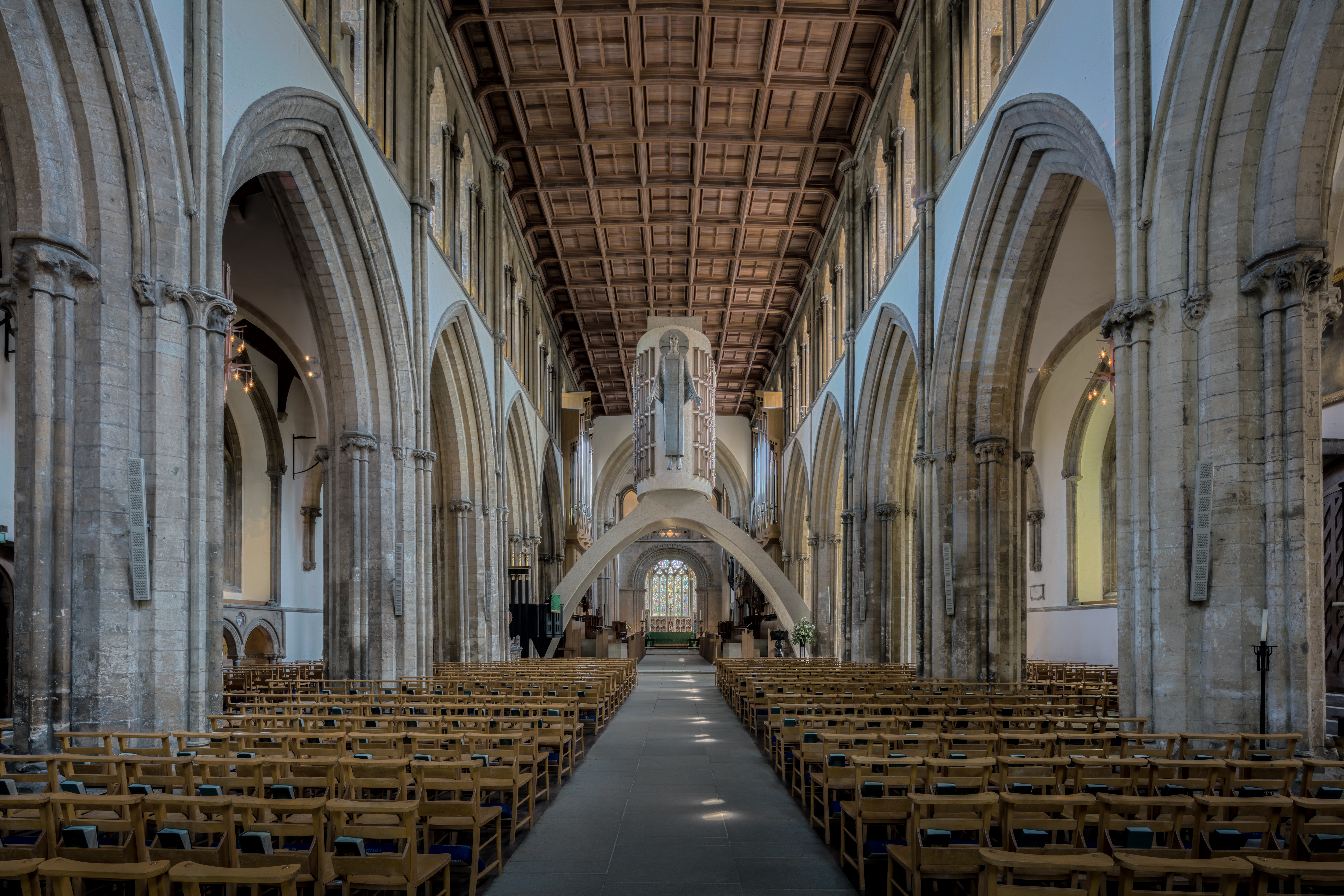
La nave de la catedral de Llandaff que muestra el Cristo en Majestad de Jacob Epstein

En la tarde del 2 de enero de 1941 durante la Segunda Guerra Mundial, una mina con paracaídas fue lanzada cerca de ella durante el Cardiff Blitz. Cuando explotó, voló el techo de la nave, el pasillo sur y la sala capitular. La parte superior de la aguja también tuvo que ser reconstruida y también hubo algunos daños en el órgano. El domingo siguiente al bombardeo, tuvo lugar el culto en el Decanato. Pronto comenzaron los trabajos para despejar la Capilla de la Virgen y el Santuario y para reparar el techo en estas áreas. Esto no se completó hasta abril de 1942. No fue posible seguir trabajando hasta el final de la guerra y las áreas reparadas sirvieron como lugar de culto hasta 1957. De las catedrales británicas, solo la Catedral de Coventry sufrió más daños durante el infame Coventry Blitz. Debido a su importancia, recibió el estatus de edificio de Grado I el 12 de febrero de 1952.

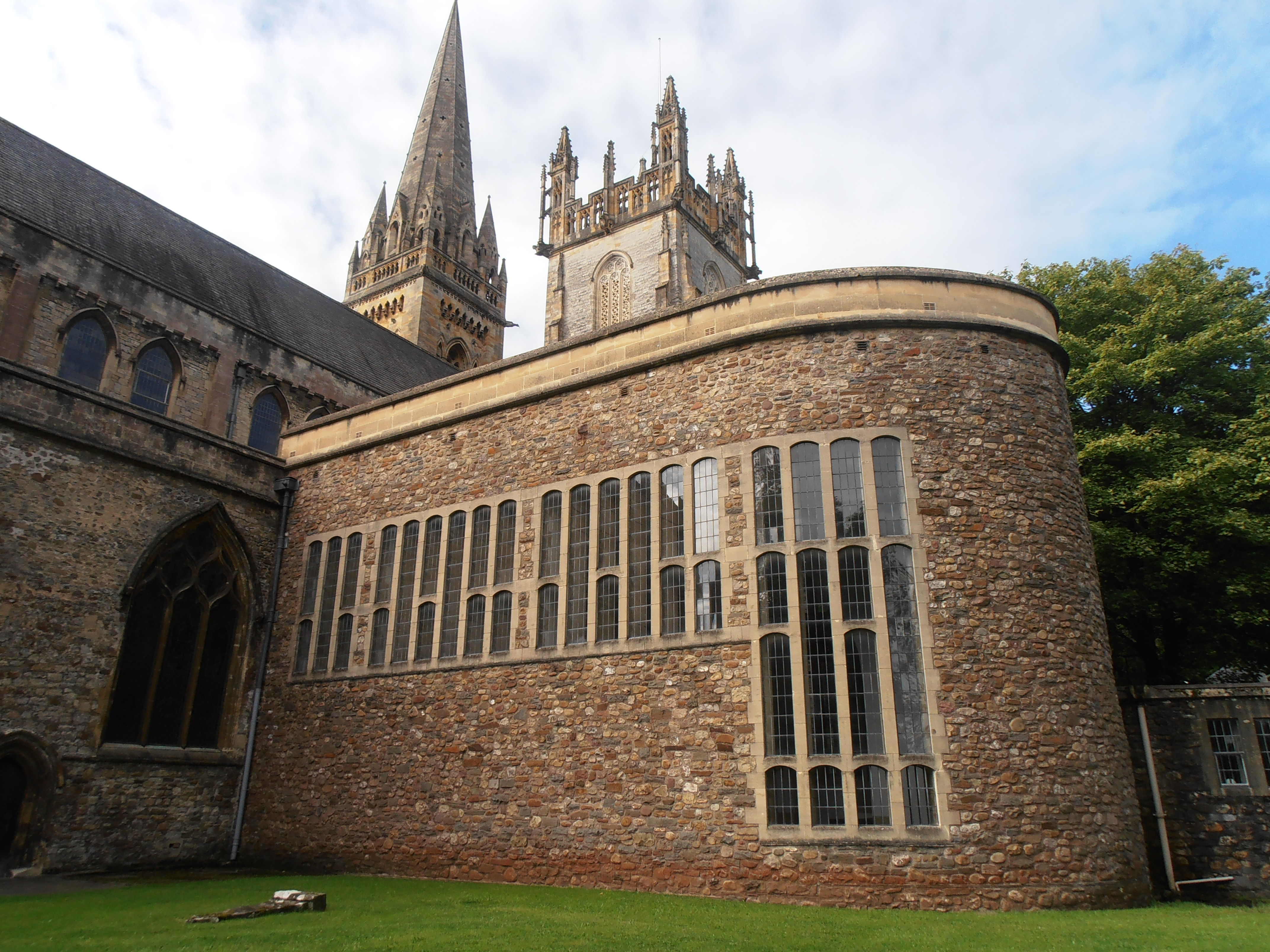
La capilla conmemorativa del Regimiento Welch

Las principales restauraciones y reconfiguraciones se llevaron a cabo bajo la dirección del arquitecto George Pace de York, y el edificio volvió a estar en uso en junio de 1958. Isabel II asistió a un servicio para celebrar la finalización de la restauración el 6 de agosto de 1960. Se construyó la Capilla Conmemorativa del Regimiento Welch,y Jacob Epstein creó la figura de Cristo en Majestad que se eleva sobre la nave en un arco de hormigón diseñado por George Pace.
Pace presentó dos opciones para reemplazar el púlpito que no formaba parte de la restauración de la catedral realizada anteriormente por Pritchard. Uno era para un baldaquino que tenía cuatro columnas con una pintura adecuada debajo. El otro era para un arco de doble horquilla rematado por un tambor hueco para albergar la división del órgano. La figura de "Cristo en Gloria" se instalaría en la cara oeste del tambor. Esta propuesta fue aceptada por el Deán y el cabildo catedralicio. Se acercaron a la Comisión de Daños de Guerra sobre si los fondos inicialmente destinados a reemplazar los vitrales dañados en el bombardeo podrían usarse para arte en otros medios. Este permiso ayudó a financiar la figura de Majestas.
En febrero de 2007 la catedral sufrió un fuerte rayo. Se produjeron daños especiales en la parte eléctrica del órgano, que ya se encontraba en mal estado. El instrumento no se pudo utilizar después del daño causado por el rayo. Esto impulsó el lanzamiento en 2007 de un llamamiento para recaudar £ 1,5 millones para la construcción de un órgano completamente nuevo.

## Arquitectura

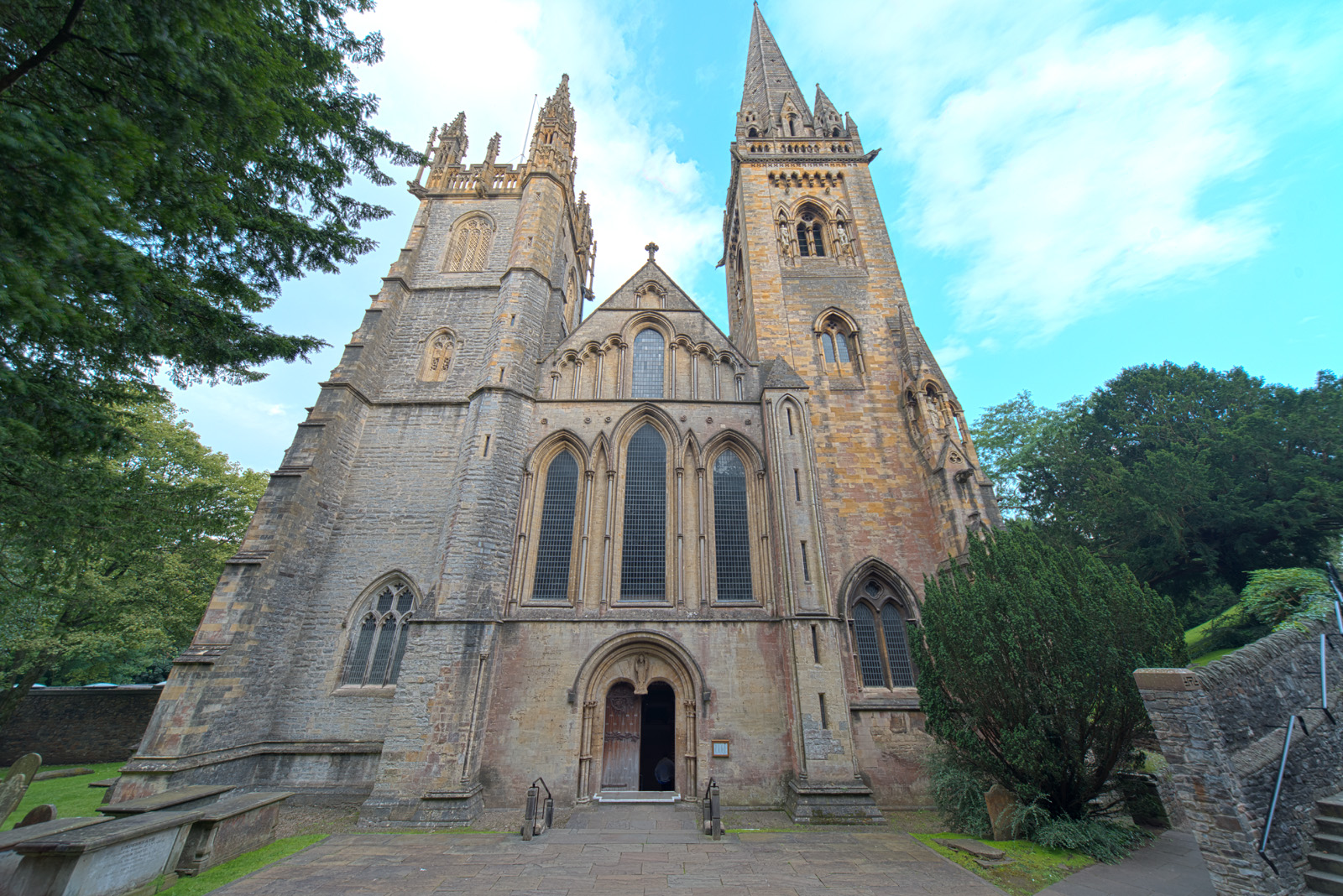
El frente oeste de la catedral de Llandaff

En el Libro de Llandaff del siglo XII se registra que la iglesia prenormanda original no medía más de 28 pies (8,5 m) de largo, 15 pies (4,6 m) de ancho y 20 pies (6,1 m) alto. Contenía pasillos estrechos y bajos con un pórtico absidal que medía 12 pies (3,7 m) largo. Se inició la construcción de un edificio más grandioso bajo las órdenes del segundo obispo normando de Llandaff, Urbano, en la década de 1120, para administrar el poder sobre la diócesis recién formada. No parece haber durado mucho, ya que se ordenó una extensa construcción entre 1193 y 1218 durante el episcopado de Enrique de Abergavenny. Las partes occidentales reemplazaron a las que había construido Urbano, y la nave y el frente de este lado permanecen en la actualidad. La fina artesanía y la sutileza de la arquitectura muestran una clara similitud con las de la Abadía de Glastonbury y la Catedral de Wells, por lo que es probable que varios de los principales artesanos de Somerset fueran contratados para la construcción.
Aunque se realizaron algunos trabajos de remodelación en los siglos XIII y XIV, con una torre noroeste financiada por Jasper Tudor, señor de Glamorgan de 1484 a 1495, a finales del siglo XVI la iglesia se encontraba en mal estado. En 1594 el obispo se quejó de que la catedral era "más un lugar desolado y profano que una casa de oración y santos ejercicios". La iglesia siguió existiendo en mal estado, por lo que en 1692 los servicios corales tuvieron que suspenderse por temor a que el techo se derrumbara. Las almenas de la torre noroeste volaron durante una tormenta en 1703, y la torre suroeste se derrumbó en 1722. En 1734, John Wood de Bath fue contratado para restaurar la catedral, pero su trabajo en el templo aún no estaba completo. en 1752 y permaneció así. No fue hasta 1840 que, a raíz del desarrollo industrial en Cardiff, la catedral pudo recaudar fondos para comenzar una restauración completa.
TH Wyatt fue contratado para restaurar Lady Chapel en 1841, pero debido a otros compromisos más tarde dejó gran parte del trabajo a John Prichard, quien trabajó más extensamente en la iglesia en las décadas de 1840 y 1850. Prichard había restaurado el santuario en 1850 y en 1852 había comenzado a trabajar en la nave, demoliendo en gran parte del templo que Wood había construido.Junto con John Pollard Seddon, con sede en Londres, que pudo contratar a los artistas prerrafaelitas Dante Gabriel Rossetti y Thomas Woolner, se realizaron amplios desarrollos. Morris & Co. proporcionó las vidrieras en la década de 1860. Prichard fue responsable de una remodelación espectacular de la torre suroeste en 1867–1869, con la ayuda de varios artistas y artesanos talentosos. 
En 1941, una mina de paracaídas explotó cerca del pasillo sur de la catedral, lo que provocó el colapso del techo de la nave y la rotura de las ventanas. Charles Nicholson fue contratado para reconstruir el techo y tomó la decisión de quitar el retablo que Rossetti había agregado al pasillo norte. En 1949, Nicholson fue reemplazado por George Pace de York, quien en coordinación con el decano en ese momento, Glyn Simon, vio una serie de mejoras en el estilo moderno, aunque muchos accesorios todavía estaban claramente influenciados por el gótico.
El material de la iglesia que queda del período medieval es principalmente piedra de Somerset Dundry, aunque la piedra de Sutton y las lias azules locales también componen la mampostería, y esta última constituye la mayor parte de la mampostería realizada en el período posterior a la Reforma. El trabajo realizado en la iglesia desde la Segunda Guerra Mundial es principalmente hormigón y arenisca Pennant. Las cubiertas, añadidas en la posguerra, son de pizarra galesa y plomo. El frente oeste de la catedral tiene un hastial en toda su longitud y contiene la gran puerta central, más alta en nivel que el piso de la nave. Se describe como "doble lóbulo" con una "cabeza arqueada con contorno de chaflán continuo, columnatas y goteo".
El lado sur de la nave se caracteriza por ocho tramos con contrafuertes escalonados entre ellos, con ventanas de pasillo con cabezas reticuladas. Al costado del pasillo sur del santuario se encuentra la Sala Capitular, un pequeño edificio cuadrado de dos pisos. Data de mediados del siglo XIII y está hecho de piedra caliza de Chipping Camden y Bath, con algo de arenisca roja local de Radyr. El techo octogonal fue una creación de Prichard, aunque Pace lo bajó de tono y luego lo modificó Donald Buttress. Los contrafuertes del edificio son de sillería. Los siete círculos de vidrieras son de origen flamenco del siglo XVI. En el interior hay un púlpito con Moisés. También cabe destacar la Capilla de San David, añadida por George Pace en 1953-1956, a la que se accede a través de la puerta norte normanda de la catedral.

## Música

### coros
Durante muchos años, la catedral contó con el tradicional coro anglicano de niños y hombres, y más recientemente con las Girl Choristers. Los niños y niñas son educados en la Escuela de la Catedral, la única escuela de coro dedicada en la Iglesia en Gales.
Los chicos que cantan en las partes de contralto, tenor y bajo componen el Coro de la Catedral, que actúa en la Eucaristía Coral y en el Evensong Coral de los domingos. El coro al completo actúa también los jueves en la Eucaristía, mientras que los chicos cantan solos los martes y las voces graves los viernes. El Maestro de Coristas de la Escuela de la Catedral dirige los servicios completos SATB de Vísperas los lunes y miércoles, mientras que las Niñas Coristas y la Schola Cantorum continúan la tradición coral a lo largo de la semana. Las Girl Choristers han actuado en eventos significativos, como un Servicio Nacional de Conmemoración el Domingo del Recuerdo en 2018, y ocasionalmente cantan con el Coro de la Catedral.
Además, el coro parroquial canta en la Eucaristía Parroquial semanal, y es un coro mixto de niños, niñas, hombres y mujeres. La catedral tiene un repique de doce campanas (con una "sexta plana" adicional, para hacer trece en total) colgadas para cambiar de repique, ubicadas en la torre de Jasper. Las campanas actuales se instalaron en 1992, en sustitución de un anterior repique de diez. Solo otra iglesia en Gales tiene un repique de doce campanas; la catedral es la única iglesia de Cardiff con un juego de doce campanas.
En diciembre de 2013, cinco días antes de Navidad, el cabildo catedralicio anunció el despido de todos los miembros adultos asalariados del coro (altos, tenores y bajos), así como del organista ayudante. La catedral estaba en medio de una crisis financiera y el capítulo tenía la intención de ahorrar 45.000 libras esterlinas al año tomando estas medidas.

### Órganos

#### Órganos principales
El primer órgano de Llandaff fue construido en 1861 por Gray y Davison. A fines del siglo XIX, este órgano estaba anticuado y sus tubos se trasladaron a la iglesia de St. Mary, Usk.
El segundo órgano fue construido en 1900 por Hope-Jones con Norman y Beard. Este órgano fue reconstruido en 1937 por Hill, Norman y Beard. Recibió renovaciones significativas por parte de sus constructores después de los daños sufridos por la guerra en la catedral; nunca fue del todo satisfactorio a partir de ese momento, incluso antes de que un rayo en 2007 lo dejara inutilizable. Originalmente, se había planeado instalar un nuevo órgano en ese momento, pero los costos de alrededor de £ 1,000,000 se consideraron demasiado altos en el clima austero de la Gran Bretaña de la posguerra.
El fabricante de órganos Nicholson & Co Ltd. comenzó la instalación de un nuevo órgano en el otoño de 2008 y, aunque no se completó por completo, se puso en funcionamiento en la Pascua de 2010. Su actuación inaugural fue el Gloria de la Messe solennelle de Louis Vierne, realizada en el servicio de la Vigilia Pascual el 3 de abril de 2010. Las ganancias del Festival de Música de Llandaff de 2011 se donaron a la catedral para completar el nuevo órgano. Las paradas restantes se agregaron a fines del verano de 2013. Fue el primer órgano completamente nuevo para una catedral británica desde la instalación de Coventry en la década de 1960.

#### Órganos Lady Chapel
Se han utilizado dos órganos de cámara en Lady Chapel en el extremo este de la catedral. El primero, construido en 1946 por Hill, Norman y Beard, tenía dos manuales y pedales. Este fue reemplazado en 1960 con un órgano de cámara manual único construido por Henry Willis & Sons, que permanece allí hoy.